# Sallent de Gállego
Sallent de Gállego é um município da Espanha na província de Huesca, comunidade autónoma de Aragão, de área 162,2 km² com população de 1400 habitantes (2007) e densidade populacional de 7,57 hab/km².

## Demografia
| Variação demográfica do município entre 1991 e 2004 | Variação demográfica do município entre 1991 e 2004 | Variação demográfica do município entre 1991 e 2004 | Variação demográfica do município entre 1991 e 2004 |
| --------------------------------------------------- | --------------------------------------------------- | --------------------------------------------------- | --------------------------------------------------- |
| 1991                                                | 1996                                                | 2001                                                | 2004                                                |
| 886                                                 | 983                                                 | 1080                                                | 1227                                                |